# 50-я гвардейская стрелковая дивизия
50-я гвардейская стрелковая Сталинская дважды Краснознамённая, орденов Суворова и Кутузова дивизия — воинское соединение Вооружённых сил СССР в Великой Отечественной войне. Дивизия участвовала в освобождении территории пятнадцати областей Советского Союза. Пройдя с боями свыше 11 тыс. километров и преодолев многочисленные водные преграды — Дон, Миус, Днепр, Западный Буг и другие, её воины освободили свыше 2 тыс. населённых пунктов, пленили около 20 тыс. вражеских солдат и офицеров, захватили 127 танков, 30 самолётов, свыше 1500 орудий и миномётов, более 2 тыс. пулемётов. За успешные боевые действия, мужество и отвагу около 15 тыс. солдат, сержантов и офицеров соединения награждены орденами и медалями Советского Союза.

## История

### Во время Великой Отечественной войны
- Сформирована 17 ноября 1941 года на Юго-Западном фронте в районе Воронежа как 124-я стрелковая дивизия (2-го формирования).

Периоды вхождения в состав Действующей армии:
- 17.11.1942 по 29.03.1944;
- 28.05.1944 по 14.09.1944;
- 13.10.1944 по 31.03.1945;
- 20.04.1945 по 11.05.1945.

Новая нумерация частям дивизии присвоена 26 декабря 1942 года.
- 1941 при формировании дивизии использовалось командование 124-й сд, вышедшее из окружения под Киевом участвовала в оборонительных боях на реке Северский Донец севернее Белгорода.

С 21 по 25 июля 1942 года 226-я стрелковая дивизия передала личный состав и материальную часть на укомплектование 124-й стрелковой дивизии.
- 1942 участвовала в Харьковском сражении в составе 28-й А ЮЗФ вела бои на острогожском направлении, участвовала в Сталинградской битве. С 19 ноября 1942 года дивизия наступала в ходе операции «Уран» севернее Сталинграда. Совместно с другими дивизиями 21-й армии Юго-Западного фронта дивизия прорвалась в глубину оборону противника 3-й румынской армии и внесла больший вклад в окружение в районе станицы Распопинская и в последующий стремительный разгром окруженных румынских войск противника. Две основные окруженные румынские группировки во главе с дивизионным генералом М. Ласкаром и бригадным генералом Стэнеску капитулировали 23 и 24 ноября, число пленных в них составляло около 29 000 солдат и офицеров[1]
- За умелые действия, мужество и отвагу личного состава преобразована в 50-ю гвардейскую стрелковую дивизию.
- С 19 ноября 1942 года по 25 февраля 1943 года дивизия прошла около 600 километров и освободила более 140 населённых пунктов.
- Гвардейское Боевое Знамя соединению было вручено 2 мая 1943 года.
- 1943—1944 участвовала в освобождении Левобережной Украины, Белоруссии (8 июля 1944 года дивизия участвовала в освобождении города Барановичи, 16-17 июля город Пружаны, 22 июля освобождала Каменец[2]) и восточных районов Польши.
- 10.1944 участвовала в Гумбиннен-Гольдапской наступательной операции
- 01 — 04.1945 участвовала в Восточно-Прусской наступательной операции
- 04 — 05.1945 участвовала в Берлинской наступательной операции
- 05.1945 участвовала в Пражской наступательной операции

В Краткой сводке № 05/ОП обобщённого боевого опыта войск 28-й армии за июль 1944 г. 50-я гвардейская стрелковая дивизия была приведена в качестве примера в разделе Обходный манёвр войск при овладении населёнными пунктами, где описывались действия дивизии при взятии города Барановичи. В 1.30 8.7.44 г. головные полки дивизии ворвались в гор. Барановичи. В том же документе в разделе Глубинная разведка в качестве примера приведены действия разведгруппы гвардии капитана Вишевцева:

Разведывательная группа 50-й стрелковой дивизии под командованием гвардии капитана Вишевцева освещала действия противника из его же тыла на протяжении до 70 км и прекратила свою работу только в связи с тем, что кончилось питание рации.— Краткая сводка № 05/ОП обобщённого боевого опыта войск 28-й армии за июль 1944 г.
Последний бой состоялся 12 мая 1945 года в ходе разгрома остатков вражеских войск в городе Млада-Болеслав.

### После войны
В августе 1945 года 50-я гвардейская стрелковая дивизия была передислоцирована в Слуцк, а в 1946 году в Брест. Она входила в состав 28-й общевойсковой армии (с 1946 года — Белорусского военного округа).
В сентябре 1954 года 50-я гвардейская стрелковая дивизии совместно с 12-й гвардейской Мозырьской механизированной дивизией в составе войск 128-го Гумбинненского стрелкового корпуса были основой войсковой группировки Тоцких войсковых учений с реальным применением 40-килотонной атомной авиабомбы. В ходе подготовки и проведения учений в дивизии побывали Маршалы Советского Союза Н. А. Булганин, Г. К. Жуков, А. М. Василевский, В. Д. Соколовский, С. К. Тимошенко, С. М. Будённый, И. С. Конев, главный маршал артиллерии Н. Г. Воронов, маршал бронетанковых войск С. И. Богданов, маршалы авиации П. Ф. Жигарев, А. А. Новиков, маршал артиллерии М. И. Неделин, адмирал флота Н. Г. Кузнецов, маршал войск связи И. Т. Пересыпкин, генералы армии В. Чуйков, А. Антонов, А. Гречко, И. Петров, А. Ерёменко, С. Бирюзов.
Директивой от 20 мая 1957 года 50-я гвардейская стрелковая дивизия была переформирована в 50-ю гвардейская мотострелковую дивизию, сохранив состав полков периода Великой Отечественной войны и их нумерацию. C 16 мая 1957 года — на должность заместителя командира танкового батальона 148-го гвардейского мотострелкового полка 50-й гвардейской мотострелковой дивизии был назначен советский танкист-ас подполковник Зиновий Колобанов, где служил до увольнения в запас 5 июля 1958 года.
В 1992 году 50-я гвардейская мотострелковая дивизия была преобразована в 50-ю гвардейскую отдельную механизированную бригаду Вооружённых сил Республики Беларусь. 50 омехбр выполняла стратегическую оборонительную задачу, в республике это была одна из самых боеспособных воинских частей. В 2001 году вместо неё появилась 50-я база хранения вооружения и техники. Окончательно 50 БХВТ в Бресте была расформирована к 1 ноября 2006 года, все 277 военнослужащих будут переведены в другие части на равнозначные и вышестоящие должности. В 2003-4 году оружие и люди были переданы в 28 БХВТ в Барановичах, в которой был сформирован мотострелковый батальон. В 2005 году 28 БХВТ была переименована в 50-ю Донецкую базу хранения вооружения и техники, как наиболее славную своими традициями. На базе были сформированы дополнительно артиллерийские и зенитные подразделения. В 2008 году 50 БХВТ стала называться 50 отдельной механизированной бригадой сокращённого состава (50 омехбр). В 2011 году 50 омехбр была расформирована.

## Состав
С 26.12.1942:
- 148-й гвардейский стрелковый полк
- 150-й гвардейский стрелковый полк
- 152-й гвардейский стрелковый полк
- 119-й гвардейский артиллерийский полк
- 58-й отдельный гвардейский истребительно-противотанковый дивизион
- 66-я гвардейская зенитная батарея (до 25.04.1943)
- 54-я отдельная гвардейская разведывательная рота
- 56-й отдельный гвардейский сапёрный батальон
- 80-й отдельный гвардейский батальон связи
- 406 (59)-й медико-санитарный батальон
- 55-я отдельная гвардейская рота химический защиты
- 610 (57)-я автотранспортная рота
- 592 (53)-я полевая хлебопекарня
- 537 (47)-й дивизионный ветеринарный лазарет
- 566-я полевая почтовая станция
- 343-я полевая касса Госбанка[5]

На начало 1991 года дивизия имела развёрнутые по танкам танковый полк и танковые батальоны мотострелковых полков; два из мотострелковых полков были полками на БТР, а один — бронетехники мотострелков не имел. Артиллерия дивизии была полностью свёрнута, за исключением реактивного дивизиона артполка. В целом состав дивизии выглядел следующим образом:
- 148-й гвардейский мотострелковый полк (Брест): 31 Т-72; 101 БТР (56 БТР-70, 45 БТР-60), 6 БМП (4 БМП-2, 2 БРМ-1К); 1 МТП; 1 Р-145 БМ, 2 ПУ-12; 1 МТУ-20.
- 150-й гвардейский мотострелковый полк (Брест): 31 Т-72; 125 БТР (7 БТР-80, 118 БТР-70), 6 БМП (4 БМП-2, 2 БРМ-1К); 1 МТП; 1 Р-145 БМ, 2 ПУ-12; 1 МТУ-20.
- 152-й гвардейский мотострелковый полк (Брест): 31 Т-72; 6 (БМП 4 БМП-2, 2 БРМ-1К); 1 Р-145 БМ, 2 ПУ-12; 1 МТУ-20.
- 69-й танковый полк (Брест): 94 Т-72; 16 БМП (14 БМП-2, 2 БРМ-1К); 6 РХМ; 1 Р-145 БМ, 1 ПУ-12; 2 МТУ-20, 1 МТ-55А.
- 93-й гвардейский артиллерийский полк (Брест): 12 БМ-21; 12 — 1В18, 4 — 1В19; 2 ПРП-3, 1 ПРП-4.
- 1066-й зенитный ракетный полк (Брест): 5 ПУ-12.
- 1283-й противотанковый артиллерийский дивизион (Брест): 18 МТ-ЛБТ.

В составе также имелись:
- 90-й отдельный разведывательный батальон (Брест): 17 БМП (10 БМП-2, 7 БРМ-1К), 6 БТР-70; 2 Р-145 БМ, 1 Р-156 БТР.
- 80-й отдельный батальон связи (Брест): 7 Р-145 БМ, 1 Р-156 БТР, 1 Р-137 Б.
- 56-й отдельный инженерно-сапёрный батальон.
- 490-й отдельный батальон материального обеспечения.
- 22-й отдельный ремонтно-восстановительный батальон.

На 19 ноября 1990 50-я гвардейская мотострелковая дивизия располагала:
- 187 танками Т-72;
- 232 БТР (7 БТР-80, 180 БТР-70, 45 БТР-60);
- 51 БМП (36 БМП-2, 15 БРМ-1К);
- 12 РСЗО БМ-21 «Град».

## Вышестоящие воинские части
| Дата            | Фронт (округ)         | Армия                 | Корпус                            |
| --------------- | --------------------- | --------------------- | --------------------------------- |
| 01.12.1942 года | Юго-Западный фронт    | 5-я танковая армия    |                                   |
| 01.01.1943 года | Юго-Западный фронт    | 3-я гвардейская армия | 14-й стрелковый корпус            |
| 01.04.1943 года | Юго-Западный фронт    | 3-я гвардейская армия | 29-й стрелковый корпус            |
| 01.05.1943 года | Южный фронт           | 51-я армия            | 3-й гвардейский стрелковый корпус |
| 01.09.1943 года | Южный фронт           | 5-я ударная армия     | 3-й гвардейский стрелковый корпус |
| 01.11.1943 года | 4-й Украинский фронт  | 5-я ударная армия     | 3-й гвардейский стрелковый корпус |
| 01.03.1944 года | 3-й Украинский фронт  | 5-я ударная армия     | 3-й гвардейский стрелковый корпус |
| 01.04.1944 года | Резерв Ставки ВГК     | 28-я армия            | 3-й гвардейский стрелковый корпус |
| 01.06.1944 года | 1-й Белорусский фронт | 28-я армия            | 3-й гвардейский стрелковый корпус |
| 01.10.1944 года | Резерв Ставки ВГК     | 28-я армия            | 3-й гвардейский стрелковый корпус |
| 01.11.1944 года | 3-й Белорусский фронт | 28-я армия            | 3-й гвардейский стрелковый корпус |
| 01.04.1945 года | Резерв Ставки ВГК     | 28-я армия            | 3-й гвардейский стрелковый корпус |
| 01.05.1945 года | 1-й Украинский фронт  | 28-я армия            | 3-й гвардейский стрелковый корпус |

## Командование

### Командиры
- Белов Александр Иванович (17.11.1942 — 28.02.1943), полковник, генерал-майор
- Сергеев, Константин Алексеевич (29.02.1943 — 04.09.1943), полковник
- Владычанский, Антон Станиславович (05.09.1943 — 29.08.1944), полковник, генерал-майор
- Рыбалка, Григорий Леонтьевич (30.08.1944 — 24.11.1944), полковник
- Владычанский, Антон Станиславович (25.11.1944 — ??.09.1945), генерал-майор
- Дёмин, Никита Иванович (09.1945 — 07.1946), полковник
- Рогов, Николай Васильевич (??.07.1946 — 11.01.1947), генерал-майор[7]
- Панкратов, Григорий Иванович (11.01.1947 — 21.02.1949), генерал-майор
- Худалов, Харитон Алексеевич (21.02.1949 — 30.10.1952), генерал-майор
- Автандилов, Арсен Маркович (30.10.1952 — 28.10.1953), полковник
- Свиридов, Александр Андреевич (28.10.1953 — 05.11.1956), полковник, генерал-майор
- Арсеньев, Николай Иванович (05.11.1956 — 13.03.1962), полковник, генерал-майор
- Бондарь, Владимир Терентьевич (13.03.1962 — 12.02.1965), полковник
- Гареев, Махмут Ахметович (12.02.1965 — 27.06.1966), полковник
- Зотов, Николай Александрович (27.06.1966 — 18.09.1968), полковник, генерал-майор
- Коваленко, Иван Анатольевич (19.09.1968 — 14.08.1970), полковник
- Боков, Сергей Петрович (14.08.1970 — ?), полковник, генерал-майор
- Лохов, Сергей Константинович (29.08.1916 — ?), гв. капитан; капитан, 148 гвардейский стрелковый полк 50 гвардейской стрелковой дивизии

…
- Ковалёв, Леонид Илларионович (1981—1984), полковник

### Заместители командира
- Рыбалка, Григорий Леонтьевич (??.11.1943 — ??.08.1944), полковник[8]

…
- Мальцев, Андрей Прокофьевич (02.04.1945 — ??.03.1946), полковник

### Начальники штаба
- Зоркин, Пётр Михайлович (1943—1945), полковник

…
- Рубан, Пётр Константинович (??.12.1947 — ??.07.1949), полковник

## Награды и наименования
| Награда (наименование)                                | Дата       | За что награждена |
| ----------------------------------------------------- | ---------- | --- |
| «Гвардейская»                                         | 17.11.1942 | почётное звание присвоено приказом Народного комиссара обороны СССР за проявленную отвагу в боях за Отечество с немецкими захватчиками, за стойкость, мужество, дисциплину и организованность, за героизм личного состава.                              |
| «Сталинская» в последующем переименована в «Донецкая» | 08.09.1943 | почётное наименование присвоено приказом Верховного Главнокомандующего в ознаменование одержанной победы и отличие в боях при освобождении г. Сталино (Донецк) и др. городов Донбасса                                                                   |
| Орден Красного Знамени                                | 13.02.1944 | награждена указом Президиума Верховного Совета СССР за образцовое выполнение боевых заданий командования в боях за ликвидацию никопольского плацдарма немцев и проявленные при этом доблесть и мужество.                                                |
| Орден Суворова II степени                             | 01.04.1944 | награждена указом Президиума Верховного Совета СССР за образцовое выполнение заданий командования в боях при освобождении города Николаева и проявленные при этом доблесть и мужество.                                                                  |
| Орден Красного Знамени                                | 14.11.1944 | награждена указом Президиума Верховного Совета СССР за образцовое выполнение заданий командования при прорыве обороны немцев и вторжении в пределы Восточной Пруссии, проявленные при этом доблесть и мужество.                                         |
| Орден Кутузова II степени                             | 26.04.1945 | награждена указом Президиума Верховного Совета СССР за образцовое выполнение заданий командования в боях с немецкими захватчиками при разгроме группы немецких войск юго-западнее Кёнигсберга (Калининград) и проявленные при этом доблесть и мужество. |

Награды частей дивизии:
- 150-й гвардейский стрелковый Краснознамённый[13] полк
- 152-й гвардейский стрелковый Краснознамённый[14] ордена Александра Невского[15] полк
- 119-й гвардейский артиллерийский Краснознамённый ордена Суворова[16] полк

## Отличившиеся воины дивизии
- Запорожский, Иван Николаевич[17]
- Колобанов, Зиновий Григорьевич
- Кузнецов, Михаил Арсентьевич

 Кавалеры ордена Славы трёх степеней.
- Петухов, Иван Ефимович, гвардии старший сержант, командир отделения взвода пешей разведки 150 гвардейского стрелкового полка.
- Филипенко, Яков Петрович, гвардии сержант, командир отделения взвода пешей разведки 150 гвардейского стрелкового полка.
- Чекмазов, Иван Иванович, гвардии старший сержант, командир миномётного расчёта 148 гвардейского стрелкового полка.
- Шаховой, Василий Андреевич, гвардии сержант, командир отделения взвода пешей разведки 150 гвардейского стрелкового полка.

## Память
- Роберт Байбурин написал песню «50-я ГВАРДЕЙСКАЯ…»[19] (Одесса, 1977—1983)
- Mузей Боевой славы 50 омехбр в средней школе № 18 города Барановичи.
- В Калининском районе Донецка есть улица 50-й гвардейской дивизии.